# MAISELF
『MAISELF』（マイセルフ）は、舞の1枚目のアルバムである。2006年9月6日にrhythm zone よりリリース。

## 解説
舞のファーストアルバム。これまでにリリースした「Reborn」、「Eyes」、「Princess ∞ Candy」の3つのシングルのミュージックビデオが収録されている。初回限定版にはヌード写真集が含まれていた。
またこのアルバムを最後にCDのリリースは行なっていない。

## 収録曲

### Disc1 (CD)
1. Reborn
作詞：舞 / 作曲・編曲：SiZK
フロム・ソフトウェア Xbox 360用ソフト「【eM】-eNCHANT arM-」テーマソング
フジテレビ系「HEY!HEY!HEY! MUSIC CHAMP」エンディングテーマ
2. It's a little luck
作詞：舞、Alice Ice / 作曲：Plum
3. Precious Moment
作詞：舞 / 作曲：Havid Engmark、Zuriani Zonneveld
4. Rosy Rosa Lollipop
作詞：Alice Ice / 作曲：Lori Fine
5. Princess ∞ Candy
作詞：舞、Alice Ice / 作曲・編曲：SiZK
テレビ朝日系ドラマ「快感職人」主題歌
6. バイバイ・ブルース
作詞・作曲：Shinya Kogure
7. Here we go again
作詞：舞 / 作曲：Havid Engmark、Zuriani Zonneveld
8. Sincerely yours
作詞：Alice Ice / 作曲：松本俊明
9. Eyes
作詞：舞 / 作曲・編曲：RAM RIDER
フジテレビ系「奇跡体験!アンビリバボー」エンディングテーマ
10. 手をつなごう
作詞：舞、Alice Ice / 作曲：湯汲真吾

### Disc2 (DVD)
1. Reborn (MUSIC VIDEO)
2. Eyes (MUSIC VIDEO)
3. Princess ∞ Candy (MUSIC VIDEO)
4. オフショット映像